# 薛獻公
薛献公（？—前511年），是春秋时代薛国国君，任姓，伯爵，名谷。鲁昭公三十一年（前511年）夏四月丁巳，薛伯谷去世。晋定公派荀跞到乾侯吊唁，秋季，安葬，谥号献公。